# Stazione di Gotha
La stazione di Gotha è una stazione ferroviaria che serve la città tedesca di Gotha, nel Land della Turingia.

## Storia

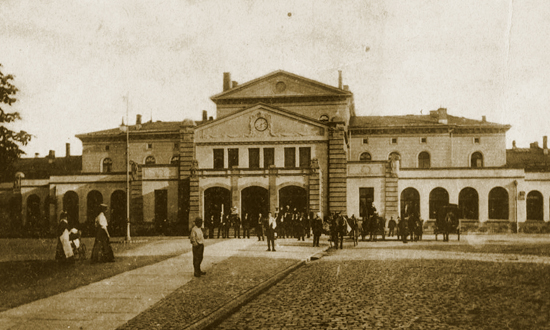
Il fabbricato viaggiatori prima delle distruzioni belliche

La stazione dell'allora capitale del Ducato di Sassonia-Coburgo-Gotha entrò in servizio il 10 maggio 1847, all'apertura della tratta da Erfurt a Gotha della linea Halle-Gerstungen, a cui seguì il successivo 24 giugno la tratta da Gotha ad Eisenach.
Il fabbricato viaggiatori, costruito nello stesso 1847 e molto simile a quello della stazione di Weimar, fu disegnato con forme che richiamavano il Rinascimento italiano. Al centro del piazzale binari era posto un secondo fabbricato, accessibile attraverso un sottopassaggio, che conteneva le sale d'attesa.
Agli inizi del Novecento il fabbricato viaggiatori fu ampliato aggiungendovi un avancorpo; semidistrutto durante la seconda guerra mondiale, venne provvisoriamente risistemato nel dopoguerra.